# La chica esclava
The Slave Girl es una novela de 1977 de la escritora nigeriana Buchi Emecheta, publicada en el Reino Unido por Allison & Busby y en Estados Unidos por George Braziller. Ganó el premio Jock Campbell del New Statesman en 1978. y fue el cuarto libro de Emecheta, dedicado a su editora Margaret Busby.
The Slave Girl fue reeditada en 2018 por Omenala Press.

## Sinopsis
The Slave Girl está ambientada en la Nigeria colonial, a principios del siglo XX, y cuenta la historia de Ogbanje Ojebeta que, tras la muerte de sus padres, es vendida como esclava doméstica. "Encuentra consuelo entre sus compañeras esclavas, pero aprende las dolorosas lecciones de lo que significa ser propiedad de otro. A medida que se convierte en mujer, anhela la libertad y formar su propia familia. Se da cuenta de que, en última instancia, debe decidir su propio destino y, cuando se le presenta la oportunidad, toma una decisión que a los lectores modernos nos puede parecer sorprendente".

## Recepción de la crítica
La novela ha recibido críticas favorables en publicaciones como el New Statesman, que decía: "Buchi Emecheta genera una fina simpatía con la angustia humana; esta amorosa novela constituye una reveladora denuncia de la inhumanidad pagana y cristiana hacia las mujeres» - y el Sunday Telegraph: «Emecheta vuelve a crear un personaje y un escenario auténticos y... explica la red de costumbres del pasado que han contribuido a las actitudes actuales". En The Guardian, Carol Dix observó que la novela “hace palidecer muchos de los escritos feministas académicos hasta la insignificancia: .... Hace que desees que más escritores procedan de clases medias no blancas; algo que deberíamos intentar fomentar”. Según la reseña de Juliana Ogunseiju para Africa Book Club: «Es uno de los mejores libros africanos precoloniales y se recomienda encarecidamente". Anita Kern en World Literature Today afirmó: «Ojebeta es una adición bienvenida a la todavía demasiado pequeña galería de heroínas nigerianas".

## Premios
- 1978: Premio Jock Campbell del New Statesman